# Casa Walsh-McLean
La Casa Walsh-McLean es una mansión de la Gilded Age en el vecindario Dupont Circle de Washington D. C. (Estados Unidos). Está ubicada en 2020 Massachusetts Avenue NW. Fue construida en 1901. Alberga en la actualidad la Embajada de Indonesia.

## Historia
Thomas F. Walsh había emigrado sin un centavo de Irlanda a los Estados Unidos en 1869. Durante el siguiente cuarto de siglo acumuló una pequeña fortuna como carpintero, minero y gerente de hotel. Su primera hija (nacida en 1880) murió en la infancia, pero su hija Evalyn (nacida en 1886) y su hijo Vinson (nacido en 1888) sobrevivieron. Perdió casi todos los ahorros de su vida en el Pánico de 1893.  
En 1896 la familia se mudó a Ouray, en el estado de Colorado, donde Walsh compró la mina Camp Bird (que se pensaba que había sido agotada) y encontró un gran filón de oro y plata. Ahora multimillonario, Thomas Walsh trasladó a su familia a Washington D. C. en 1898.  Después de pasar 1899-1900 en París, Francia, los Walsh regresaron a Washington, donde Thomas Walsh comenzó la construcción de una mansión en Massachusetts Avenue NW.
La Casa Walsh-McLean, terminada en 1903, costó 835 000 dólares (la residencia más cara de la ciudad en ese momento) y tenía 60 habitaciones, un teatro, un salón de baile, un salón francés, una gran escalera y 2 millones de dólares  en muebles que tardaron varios años en comprarse e instalarse. La hija de Walsh, Evalyn Walsh, se casó con Edward Beale "Ned" McLean (el heredero editorial cuya familia era propietaria de The Washington Post) en 1908, y tras la muerte de su padre en abril de 1910 vivió en la Mansión Walsh.
En 1910, Ned McLean compró el Hope Diamond para su esposa por 180 000 (aunque la compra no se formalizó hasta febrero de 1911 y no se completó hasta que se resolvió una demanda extrajudicial en 1912).  Evalyn Walsh murió el 26 de abril de 1947.  Para cubrir las importantes deudas de Evalyn, la mansión Walsh se vendió en 1952 al gobierno de Indonesia para su uso como embajada. 